# Tess Gerritsen
Tess Gerritsen (ur. 12 czerwca 1953 w San Diego) – amerykańska pisarka i lekarz internista.

## Życiorys
Po studiach medycznych praktykowała w Honolulu na Hawajach, wraz z mężem – Jacobem Gerritsenem, także lekarzem. W 1987 opublikowała pierwszą powieść, romans z wątkiem kryminalnym, a potem kolejno osiem książek o podobnej tematyce.
Kariera pisarska Gerritsen nabrała rozpędu w 1996, gdy ukazał się jej pierwszy thriller medyczny Harvest (Dawca), do którego prawa filmowe zakupiła wytwórnia Paramount. Dzięki odniesionemu sukcesowi mogła zrezygnować z praktyki lekarskiej. Wydała m.in. powieści: Grawitacja (1999), Skalpel (2002), Grzesznik (2003), Sobowtór (2004), Autopsja (2005) i Klub Mefista (2006).
Książki Gerritsen ukazały się w przekładzie na 20 języków i regularnie pojawiają się na listach bestsellerów w USA i Europie.
Matka pisarki jest imigrantką z Chin, a ojciec Amerykaninem pochodzenia chińskiego, szefem kuchni. Matka zapoznała ją z chińską kulturą. Takie motywy występują w powieści The Silent Girl, np. Sun Wukong.

## Twórczość

### Romanse kryminalne
- Call After Midnight* (1987) – wyd. pol. Telefon po północy, [w:] Labirynt kłamstw, Mira 2011, tłum. Elżbieta Smoleńska
- Under the Knife** (1990) – wyd. pol.  Czarna loteria, Harlequin Enterprises 2009, tłum. Monika Krasucka
- Whistleblower* (1992) – wyd. pol. Zagrożenie, Harlequin Enterprises 2009, tłum. Maria Świderska lub Bez odwrotu, Harper Collins 2015, tłum. Maria Świderska
- Never Say Die (1992) – wyd pol. Nigdy nie mów żegnaj, Harlequin Enterprises 2008 lub Prawo krwi, Harlequin Enterprises 2008, tłum. Maria Świderska
- Presumed Guilty (1993) – wyd. pol. Osaczona, Mira 2012, tłum. Elżbieta Smoleńska
- In Their Footsteps (1994) – wyd. pol. Śladem zbrodni, Mira 2012, tłum. Jacek Żuławnik
- Thief of Hearts lub Stolen (1995) – wyd. pol. Złodzieje serc,  Harlequin Enterprises 2008, tłum. Maria Świderska lub Ścigana, Mira 2013
- Keeper of the Bride** (1996) – wyd. pol. Z zimną krwią, Harlequin Enterprises 2011, tłum. Monika Krasucka

* Dwie powieści – Call After Midnight i Whistleblower – ukazały się w Polsce także w jednym tomie pt. Labirynt kłamstw, Mira 2009
** Dwie powieści – Keeper of the Bride i Under the Knife – ukazały się w Polsce także w jednym tomie pt. Bez skrupułów, Mira 2011

### Thrillery medyczne
Cykl z Jane Rizzoli i Maurą Isles
- The Surgeon (2001) – wyd. pol. Chirurg, Albatros 2002, tłum. Jerzy Żebrowski
- The Apprentice (2002) – wyd. pol. Skalpel, Albatros 2003, tłum. Zygmunt Halka
- The Sinner (2003) – wyd. pol. Grzesznik, Albatros 2004, tłum. Jerzy Żebrowski
- Body Double (2004) – wyd. pol. Sobowtór, Albatros 2005, tłum. Jerzy Żebrowski
- Vanish (2005) – wyd. pol. Autopsja, Albatros 2007, tłum. Zygmunt Halka
- The Mephisto Club (2006) – wyd. pol. Klub Mefista, Albatros 2012, tłum. Elżbieta Piotrowska
- The Keepsake lub Keeping the Dead (2008) – wyd. pol. Mumia, Albatros 2010, tłum. Zbigniew Kościuk
- The Killing Place lub Ice Cold (2010) – wyd. pol. Dolina umarłych, Albatros 2011, tłum. Krzysztof Obłucki
- The Silent Girl (2011) – wyd. pol. Milcząca dziewczyna, Albatros 2012, tłum. Anna Jęczmyk
- The Last to Die (2012) – wyd. pol. Ostatni, który umrze, Albatros 2013, tłum. Jerzy Żebrowski
- Die Again (2014) – wyd. pol. Umrzeć po raz drugi, Albatros 2015, tłum. Jerzy Żebrowski
- I Know a Secret (2017) – wyd. pol. Sekret, którego nie zdradzę, Albatros 2017, tłum. Andrzej Szulc
- Listen to Me (2022) – wyd. pol. Wysłuchaj mnie, Albatros 2022, tłum. Jerzy Żebrowski

Adaptacja filmowa: Partnerki

### Powieści szpiegowskie
Cykl z Maggie Bird
- The Spy Coast (2023) – wyd. pol. Wybrzeże szpiegów, Albatros 2024, tłum. Janusz Ochab, ISBN 978-83-67759-61-8
- The Summer Guests (2025) – wyd. pol. Lato tajemnic, Albatros 2024, tłum. Jan Kraśko

Pozostałe
- Peggy Sue Got Murdered lub Girl Missing (1994) – wyd. pol. Ciało, Albatros 2011, tłum. Elżbieta Piotrowska
- Harvest (1996) – wyd. pol. Żniwo, Amber 1997, tłum. Agnieszka Jacewicz lub Dawca, Albatros 2011, tłum. Jerzy Żebrowski
- Life Support (1997) – wyd. pol. Młodość dla wybranych, Świat Książki 1999 lub Infekcja, Albatros 2009, tłum. Jan Kraśko
- Bloodstream (1998) – wyd. pol. Opary szaleństwa, Libros 2001 lub Nosiciel, Albatros 2010, tłum. Barbara Gadomska
- Gravity (1999) – wyd. pol. Grawitacja, Albatros 2011, tłum. Andrzej Szulc
- The Bone Garden (2007) – wyd. pol. Ogród kości, Albatros 2009, tłum. Jerzy Żebrowski
- Playing with Fire (2015) – wyd. pol. Igrając z ogniem, Albatros  2016, tłum. Andrzej Szulc
- The Shape of Night (2019) – wyd. pol. Kształt nocy, Albatros 2019, tłum. Jerzy Żebrowski